# Mario Bonić
Mario Bonić (Dubrovnik, 4. kolovoza 1952.), bivši hrvatski nogometaš koji je igrao na poziciji veznog igrača. U sezoni 1980./81. postigao je devet pogodaka i tako bio među najboljim strijelcima grčkog prvenstva.
Po završetku igračke karijere nastavio je živjeti u Grčkoj. Dugogodišnji je skaut Panathinaikosa, trenutačno je športski direktor trećeligaša Volousa i povremeno se bavi menadžerstvom.